# Obsjtina Suchindol
Obsjtina Suchindol (bulgariska: Община Сухиндол) är en kommun i Bulgarien.   Den ligger i regionen Veliko Tărnovo, i den centrala delen av landet, 160 km öster om huvudstaden Sofia. Antalet invånare är 3 046. Arean är 158 kvadratkilometer.
Följande samhällen finns i Obsjtina Suchindol:
- Suchindol